# Mastigodryas heathii
Mastigodryas heathii är en ormart som beskrevs av Cope 1876. Mastigodryas heathii ingår i släktet Mastigodryas och familjen snokar. Inga underarter finns listade i Catalogue of Life.
Denna orm förekommer i södra Ecuador och i västra Peru ungefär fram till Lima. Den lever i låglandet och i bergstrakter upp till 2650 meter över havet. Mastigodryas heathii lever i torra skogar samt i halvöknar. Den besöker ibland angränsande kulturlandskap. Honor lägger ägg.
Några exemplar dödas och används inom den traditionella medicinen. Mastigodryas heathii är inte sällsynt och den har viss anpassningsförmåga. IUCN kategoriserar arten globalt som livskraftig.